# Dr.-Erich-Bloch-und-Lebenheim-Bibliothek

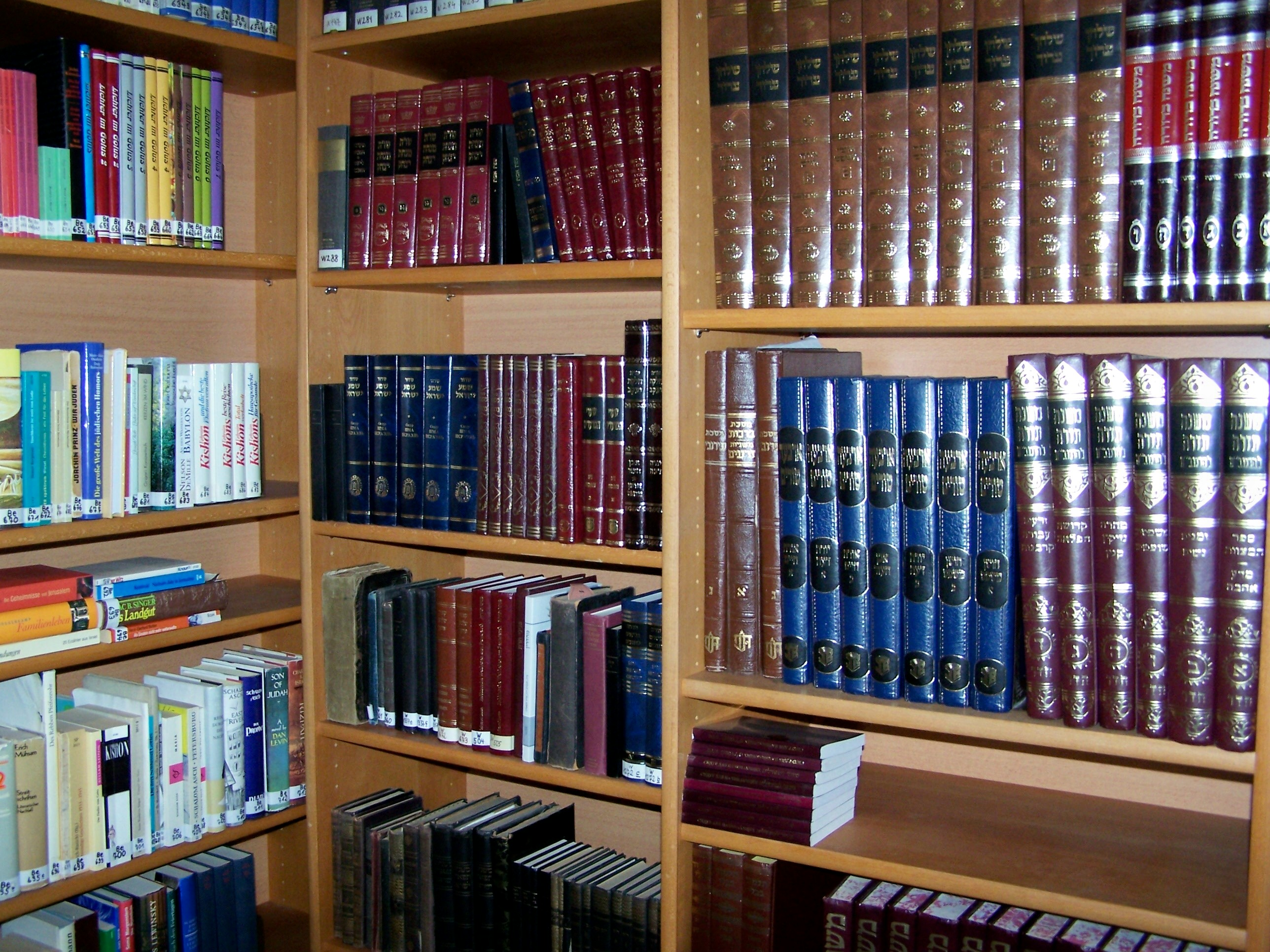
Blick in die Bibliothek

Die Dr.-Erich-Bloch-und-Lebenheim-Bibliothek ist eine auf Judaica spezialisierte öffentliche Leihbibliothek in Konstanz. Sie wurde von der Israelitischen Kultusgemeinde Konstanz e. V. (IKG e. V.) in der Sigismundstraße 19 betrieben, ist aber seit 2019 aus Mangel an Ressourcen geschlossen.
Die von Erich Bloch (Verfasser der Geschichte der Juden in Konstanz im 19. und 20. Jahrhundert) und Else Levi-Mühsam aufgebaute, von Alfred Lebenheim zur Gründung finanziell unterstützte und im November 1982 eröffnete Bibliothek kann in der Bibliothekslandschaft des Bodenseeraumes, aber auch im Bereich jüdischer Kultur in Deutschland nach der Schoah noch heute als Besonderheit gesehen werden. In der weiteren Umgebung des südwestdeutschen und Ostschweizer Raumes ist diese Institution die einzige öffentliche jüdische Bücherei.
Außer Büchern zur jüdischen Religion, Philosophie, Geschichte, zu jüdischem Leben in Deutschland und anderen Ländern, zu Fragen des christlich-jüdischen Verhältnisses, zu Antisemitismus und zur Schoah sowie Bänden zu Kunst und Wissenschaften finden sich zahlreiche Biografien jüdischer Persönlichkeiten und Zeitzeugen aus den verschiedensten Epochen. Ein umfangreicher Bestand ist mit unterschiedlichen Themenkreisen dem Land Israel gewidmet. In der Abteilung Belletristik finden sich Romane, Dramen und Gedichtbände jüdischer Autoren aus Amerika, Europa und Israel sowie jiddische Literatur und Liedtexte. Kunstbildbände, verschiedene Periodika und auch Kinder- und Jugendbücher ergänzen das hauptsächlich aus Titeln in deutscher Sprache bestehende Angebot.
Else Levi-Mühsam betreute die Bibliothek bis zu ihrem Umzug nach Jerusalem im September 1995. Seither liegt die ehrenamtliche Leitung in den Händen von Thomas Uhrmann. In dieser Zeit hatte innerhalb der Gemeinde ein großer Veränderungsprozess begonnen. Wie überall in Deutschland stieg die Zahl der Mitglieder durch den Zuzug von Juden aus der ehemaligen Sowjetunion unerwartet stark an, erforderte eine intensive Integrationsarbeit und machte die feste Anstellung eines Rabbiners erforderlich. Für die Bibliothek bedeutete dies zweierlei: einerseits wurde der ohnehin nicht allzu große finanzielle Spielraum für Neuerwerbungen noch enger, anderseits veränderten sich die inhaltlichen Kriterien für weitere Anschaffungen. Werke über die religiösen Wurzeln, Bücher zu Traditionen und Regeln religiösen jüdischen Lebens sowie Unterrichtsmaterialien für die Kinder der Gemeinde waren jetzt gefragt. Rabbiner Chaim Naftalin, im Jahr 2002 tödlich verunglückt, benötigte für seine Studien vor Ort die wichtigsten religiösen und religionsgesetzlichen Texte und Kommentare in hebräischer Sprache. So ergänzen seither unter anderem Talmud, Schulchan Aruch, Texte von Maimonides und des Chassidismus den für die Ausleihe bestimmten Bestand. Ergänzt wurde der Bestand nichtrabbinischer Literatur aber auch durch großzügige Schenkungen aus der Bevölkerung.
Als erste Judaica-Bibliothek, die nicht einer Hochschule angegliedert ist, und zugleich als erste Bibliothek einer jüdischen Gemeinde in Deutschland ist die Bücherei im Jahr 2001 in einen Bibliotheksverbund aufgenommen worden. Der gesamte Buchbestand wurde beim ebenfalls in Konstanz ansässigen Bibliotheksservice-Zentrum Baden-Württemberg (BSZ) in den elektronischen Katalog des SWB (Südwestdeutscher Bibliotheksverbund) eingegeben. Damit sind über 4.750 Titel (Stand: 2019) im Internet recherchierbar.